# Кожин Семен Леонідович
Семен Леонідович Кожин (нар. 11 березня 1979 в Москві) — російський художник, живописець і графік, декоратор. Член Творчого союзу художників Росії IFA. та Міжнародного художнього фонду.

## Біографія
Прізвище Кожин — шведського походження, її носії не належали до знаті. Прадід художника — Семен Михайлович Дайшутов — був родом зі станиці "Платовкая" на Дону і служив в армії. Воював він на баскому коні в "Громадянську війну", а на танку у складі танкових десантів 3-ї гвардійської танкової армії у Велику вітчизняну війну. Командир бійців-автоматників С. Дайшутов з притаманними йому відвагою і мужністю надихав підлеглих особистим прикладом.   На честь свого прадіда художник отримав ім'я Семен.
Народився 11 березня 1979 року в Москві. Батько — Кожин Леонід Аркадійович, інженер. Мати — Кожина (уроджена Дайшутова) Ірина Михайлівна, історик, режисер, викладач англійської мови.
1986-1988 Кілька разів знімався в кіно в епізодичних ролях, зокрема на кіностудії імені Горького».
У 1988-1990 рр. паралельно з навчанням у середній школі Кожин займався в Краснопресненській художній школі в Москві. У 1990 році поступив в Московський академічний художній ліцей імені Н. В. Томського Російської Академії Мистецтв. Разом з однокласниками їздив на пленери по Росії (Великі Луки, Рязань, Соловки, міста «Золотого кільця». Для ранніх робіт ще не властиві риси роботи над пластичною формою, вони декоративні, але художник навчався і свідомого малювання, структурного аналізу форми, що більше проявиться пізніше в Академії. Під час навчання Семен проявив себе як графік, а також як композитор. Як дипломну роботу виконав серію ілюстрацій до «Повного курсу російської історії».
У 1997 Кожин вступив на живописний факультет Російської академії живопису, скульптури і зодчества Іллі Глазунова. У 2001 році отримав завдання виконати малу картину «Свято». Задумав і написав два варіанти композиції «Масляна. Проводи зими». У 2002 році займається в пейзажній майстерні під керівництвом Олександра Павловича Афоніна. У 2003 році захистив диплом картиною «Ферапонтів монастир».

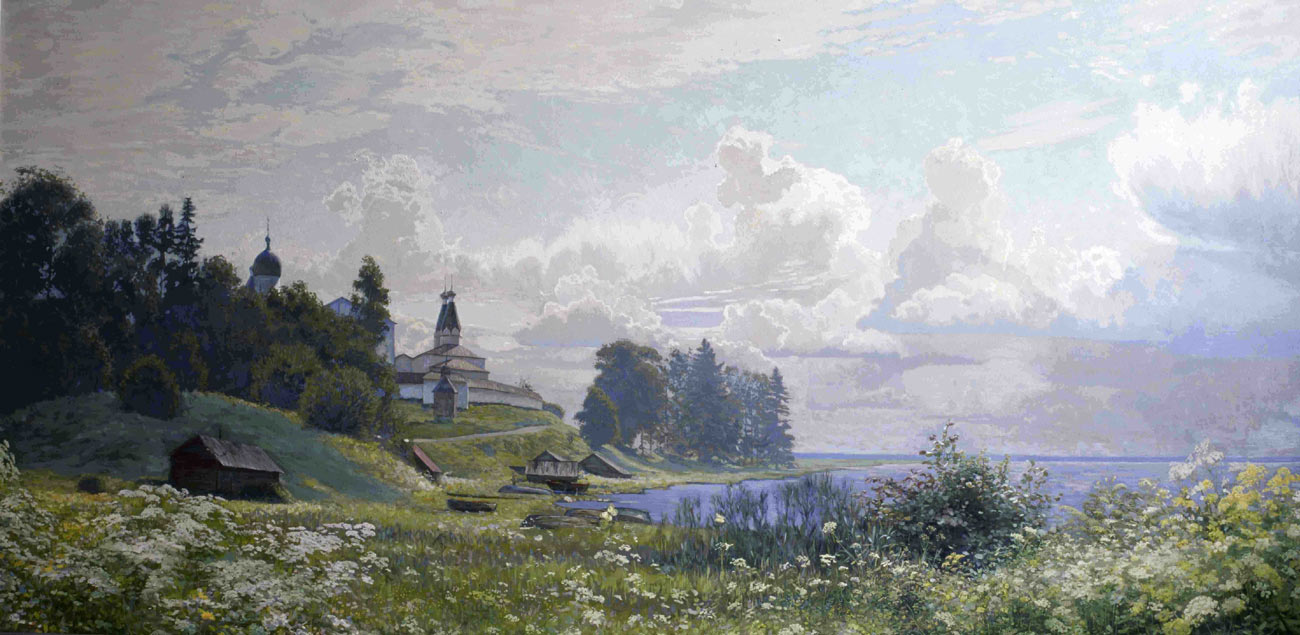
Ферапонтів монастир

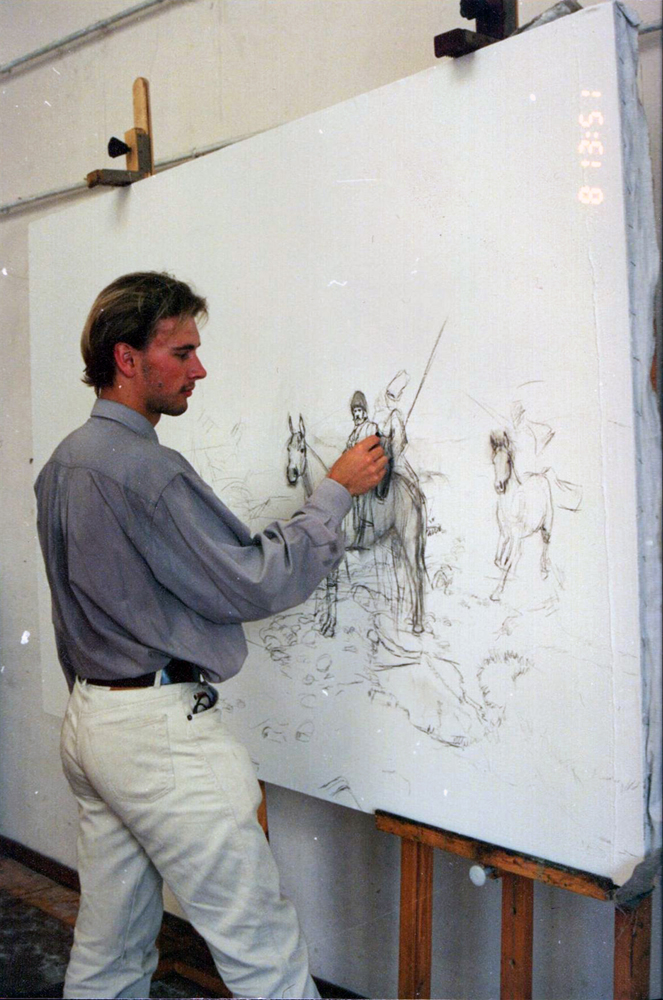
За роботою над картиною Рубікон

З 2000 року активно бере участь у виставках. Він пише  пейзажі, натюрморти, жанрові та історичні картини. Працює в техніці акварелі, гуаші, акрилу, масляного і темперного живопису. В даний час живе і працює в Москві. 2001-2002 здійснює творчі поїздки в Англію. Художник пише серію натурних етюдів з видами англійського села Хадденем (Бакінгемшир).
У 2004 році ілюструє акрилом біографічну книгу для дітей про знаменитого італійського тенора Лучано Паваротті, книга видана в Кореї. Створює серію графічних аркушів за казками Братів Грімм «Рапунцель» та «Гензель і Гретель».
2005-2015, художник багато подорожує по Росії: Тверська область, Калузька область, Золоте кільце Росії, і по Уралу, а також за кордон, пише серії картин: Англії, Мальти, Ірландії, Швейцарії, Греції, Туреччини, Іспанії, Італії та інші. Провідне місце у творчості Кожина належить пейзажу настрою, переважає сильний малюнок, в той час тонкі колористичні гами фіолетових і блакитних півтонів. У роботах поєднуються натурні спостереження за природою з продуманим кольором і композицією. Художник іноді використовує вимисел у своїй творчості вдаючись до жанрових та історичних композицій. 
Серед численних пейзажів Москви, Санкт-Петербурга і Коломенського, жанрових та історичних картин і етюдів, написаних художником у 2000--2015-ті роки, роботи «Гранатний провулок», «Іван Купала. Ворожіння на Вінках», «Біля Новодівичого монастиря», «Російське полювання», «Новий Альбіон. Судно Френсіса Дрейка "Золота лань"», «Валаам. Лісова галявина», «Масляна. Проводи зими»,  «Старий дуб в Коломенському», «Святочне ворожіння», «Мисливиця», «Московський вид з висоткою», та інші. Художника захоплюють види нічних міст, у них проявилися нотки хвилювання та експресії в манері написання, викликані впливом імпресіоністів, з'являється ціла серія нічних пейзажів: «Новорічна ніч. Єлисеївський магазин», «Храм Василія Блаженного», «Тауерський міст», «Арка Веллінгтона» та інші.

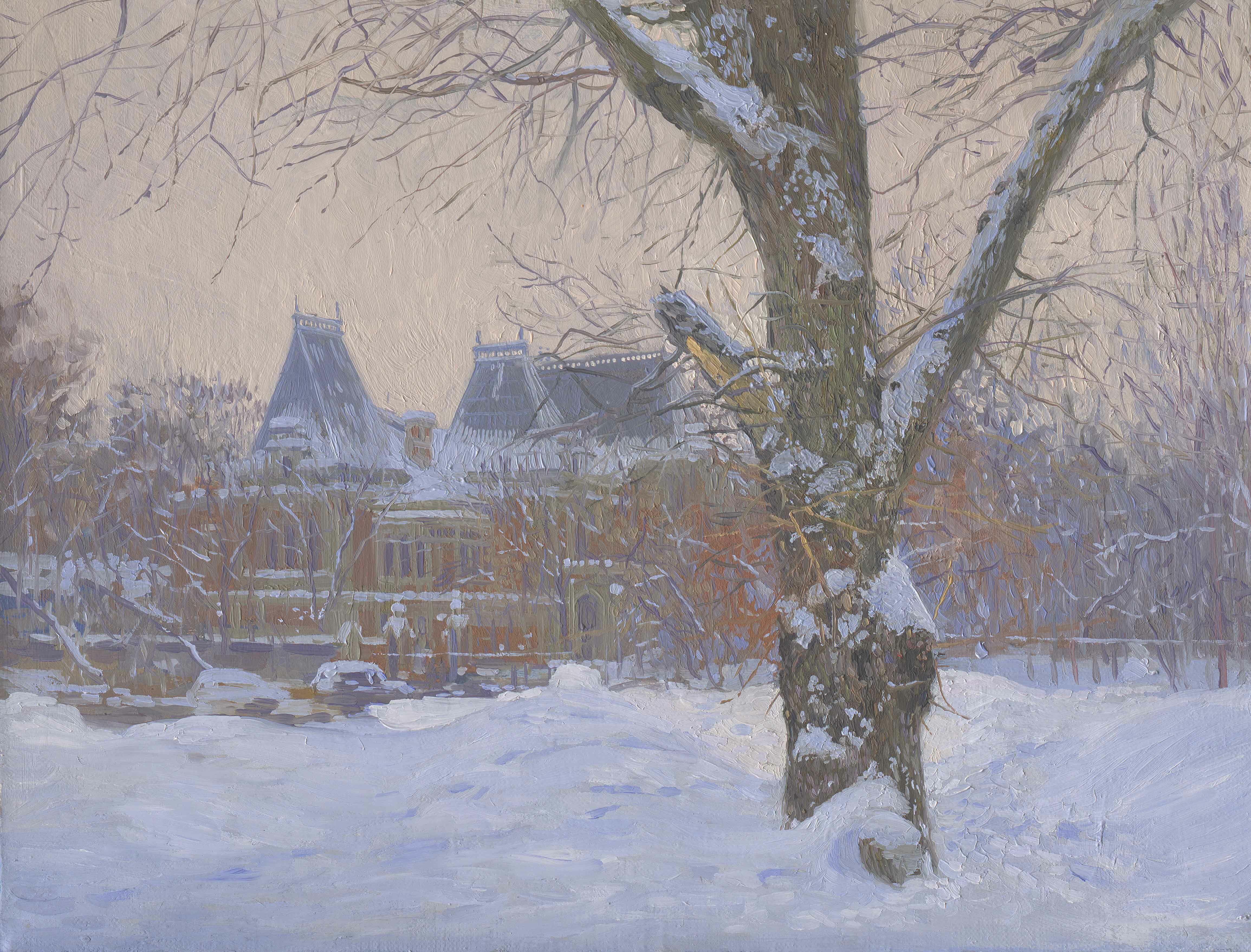
«Гранатний провулок»
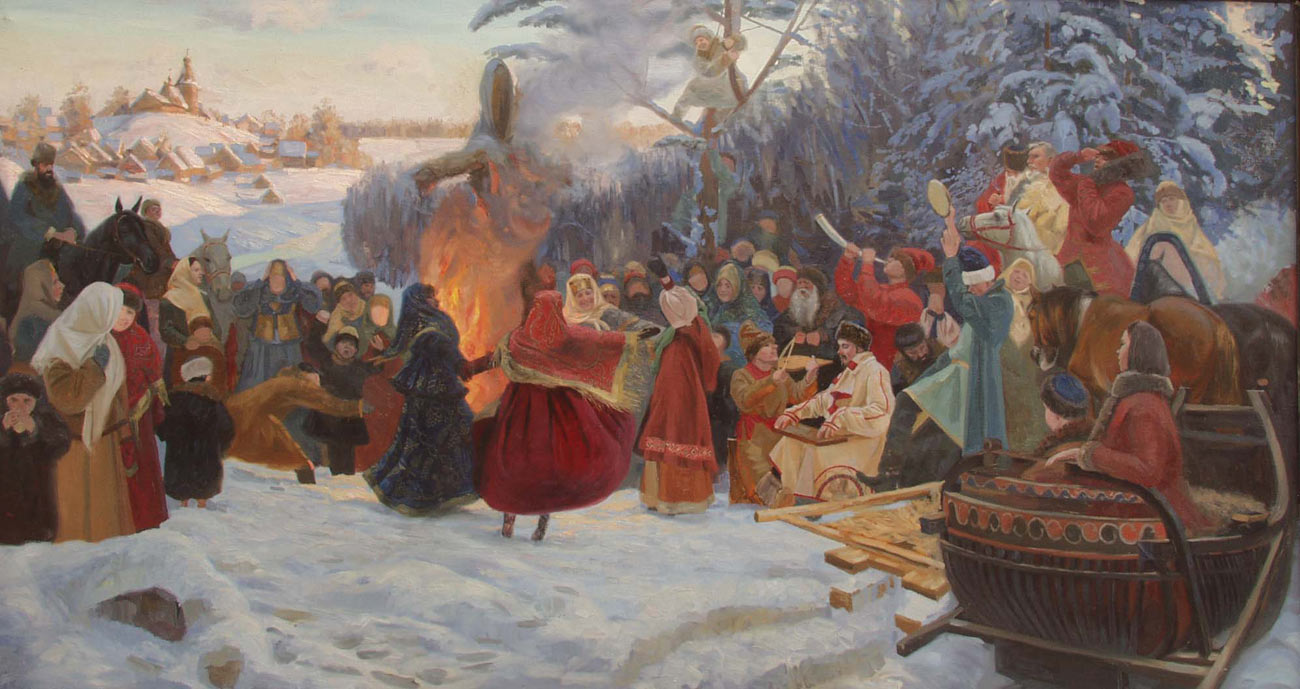
«Масляна. Проводи зими»
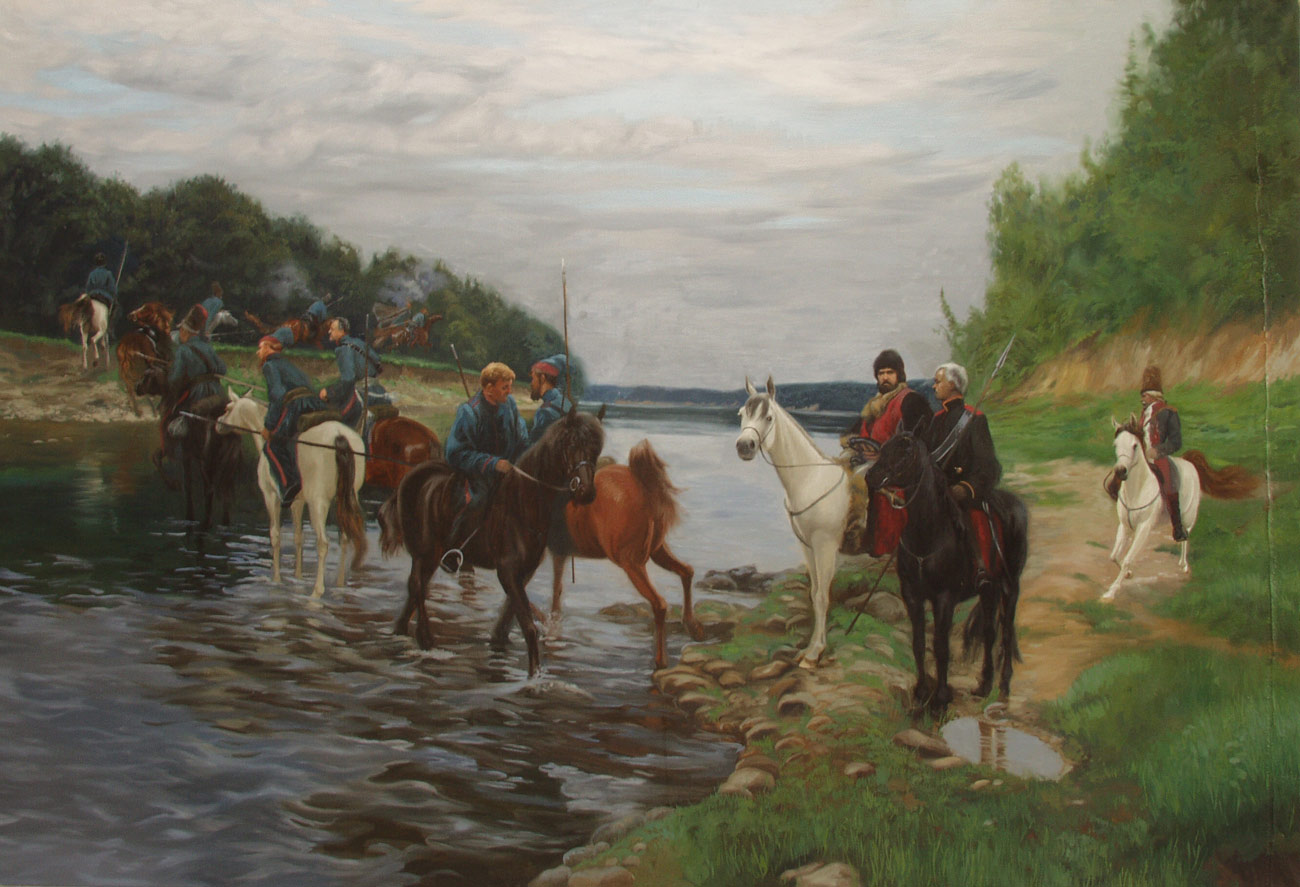
«Рубікон. Перехід через річку загону Дениса Давидова. 1812 р. »
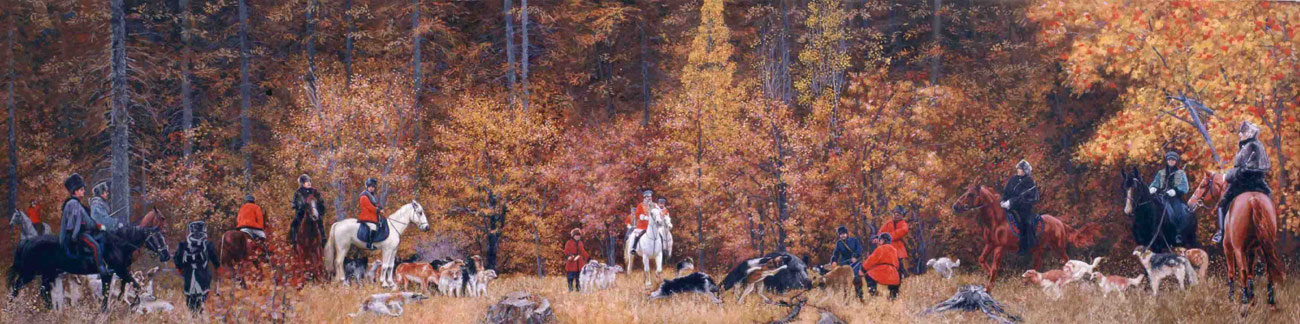
«Російське полювання»
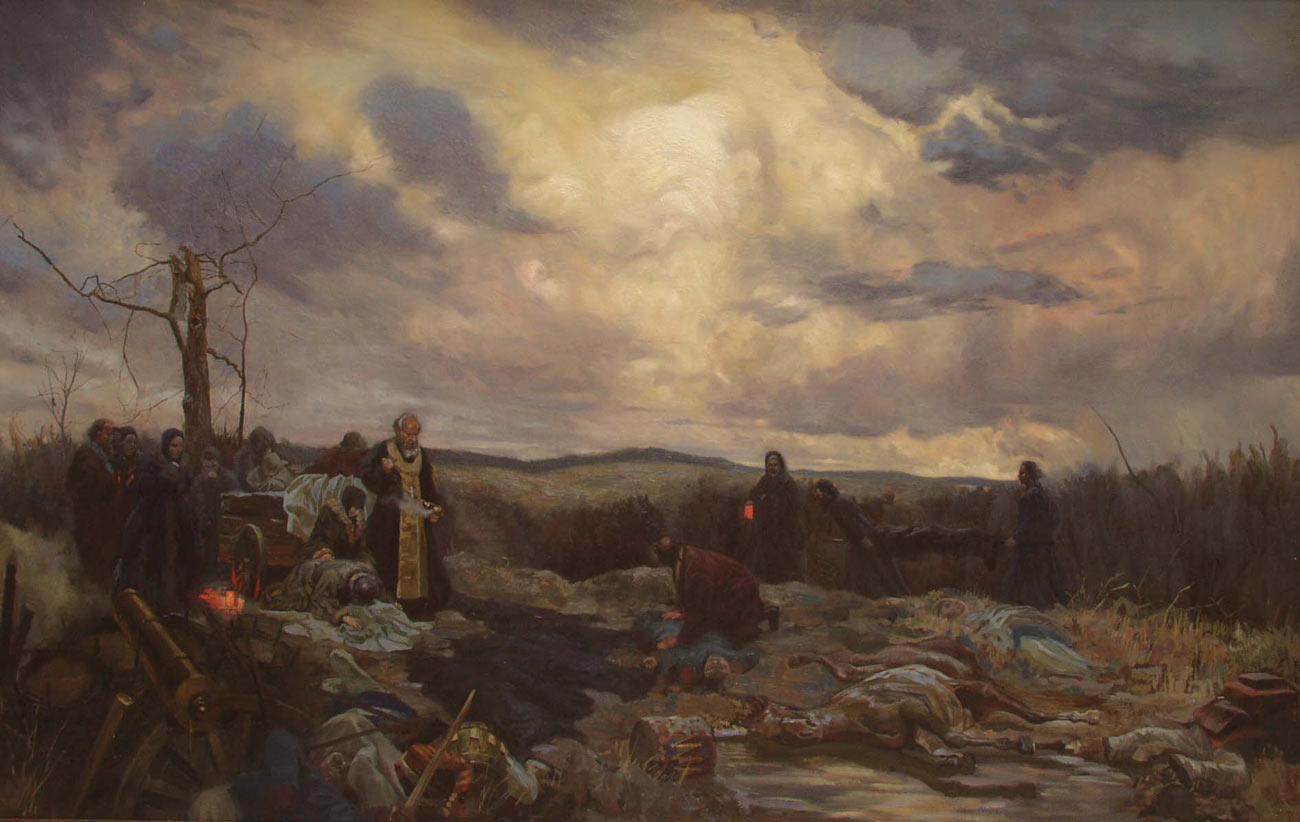
«Панахида за А. А. Тучковим
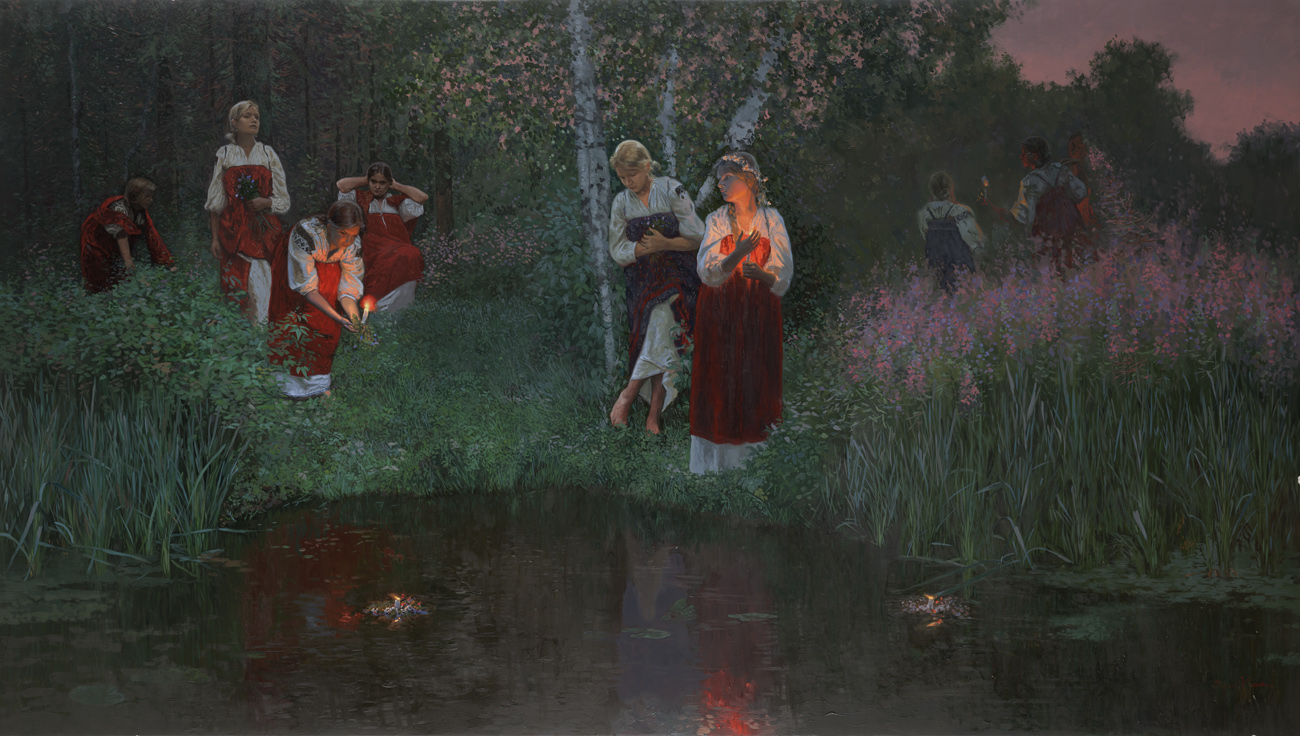
«Іван Купала. Ворожіння на Вінках»

Крім міських мотивів, Кожин звертається і до традиційних для пейзажного живопису тем, використовуючи для цього кожну можливість. Панорамним видам з безліччю чітких планів, з широким охопленням простору він надає перевагу камерним сюжетам: куточок саду, засніжений ліс, гра світлових плям на водній гладі. Тонко відчуваючи мінливу красу в природі, художник вміє передати різноманітні відтінки в її настрої. Як, наприклад, в роботах «Бабусин город», «Грудень», «Бодрум. Рожевий схід»
Після чергової поїздки у Велику Британію художник пише серію акварелей, зачарований майстерністю англійських акварелістів. У 2003 він відвідує в Оксфорді в музеї Эшмола виставку «Поезія правди», де були представлені величезні акварельні аркуші. Після чого пише аквареллю роботи «Мальта», «Гори Коннемара», «Абатство Нотли в Англії» та інші. Ці роботи пронизані повітрям і легкістю, яка так властива акварелі. Художник використовує прийоми письма і по сухому і на вологому папері, досягаючи ефекту коштовності живопису без використання білил.
У 2000-2006-ті роки Кожин часто звертається до жанру натюрморту. Тут, як і в пейзажі, для нього недостатньо милування формою і кольором. Художник застосовує технології фламандського живопису, пише натюрморти на дошці з паркетажем. Його оригінальні композиції за задумом, складні за фактурою і техніці листи, наповнені асоціативним підтекстом, як, наприклад, «Натюрморт з лобстером», «Натюрморт з раковинами» «Натюрморт з квітами. Наслідування Фламандського живопису».

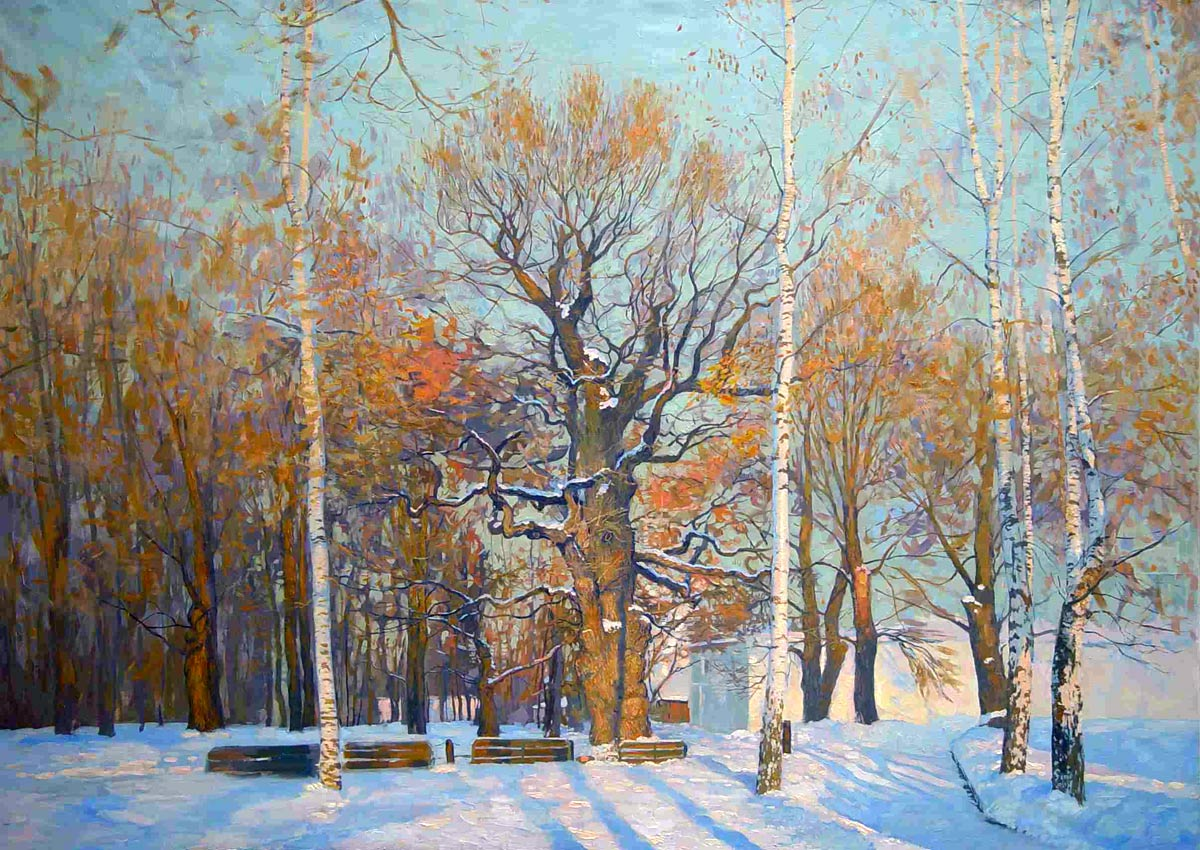
«Старий дуб в Коломенському»
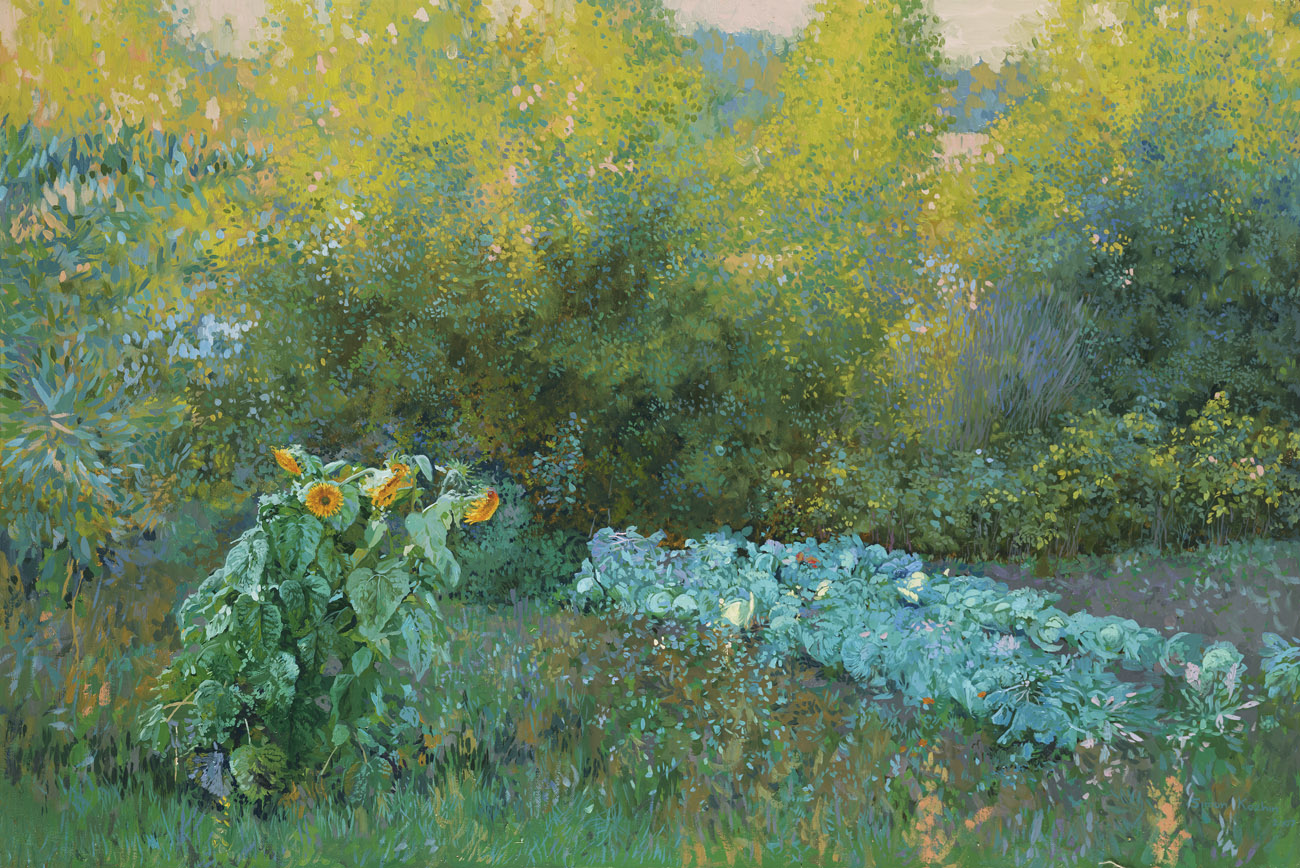
«Бабусин город»
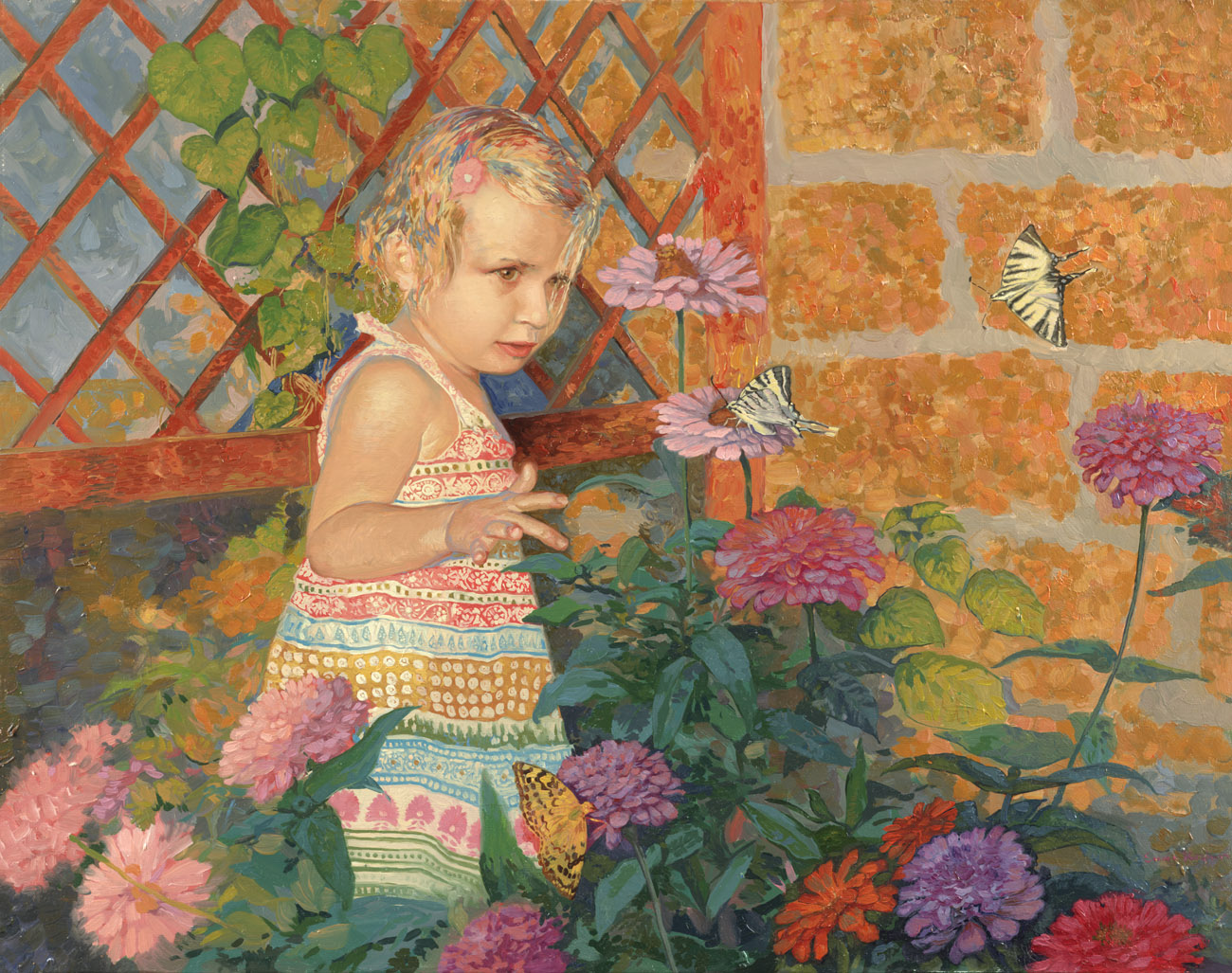
«Мисливиця»
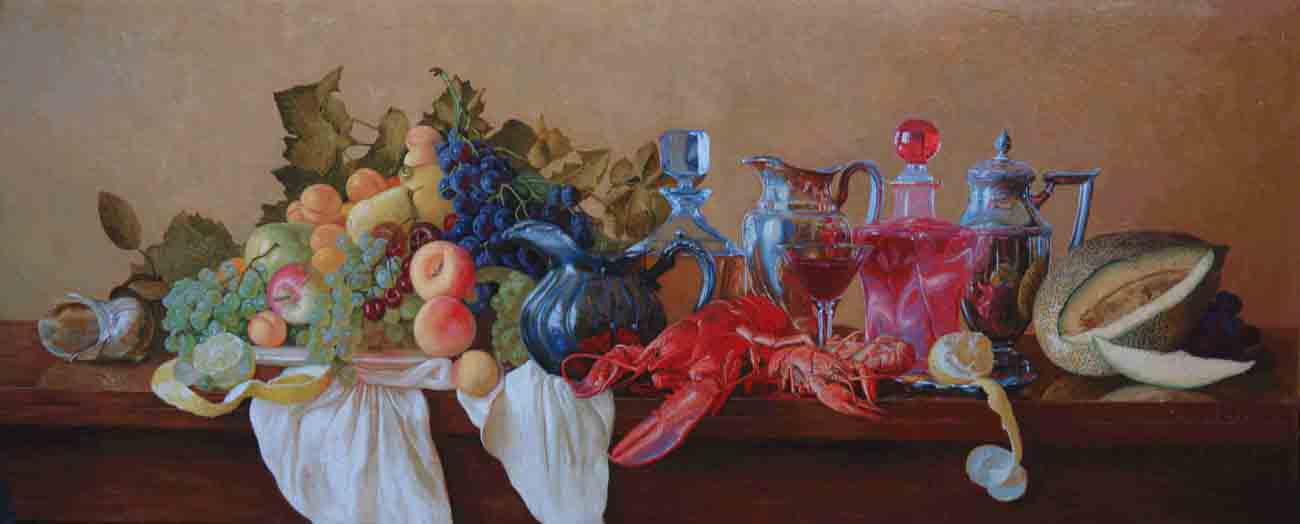
«Натюрморт з лобстером»
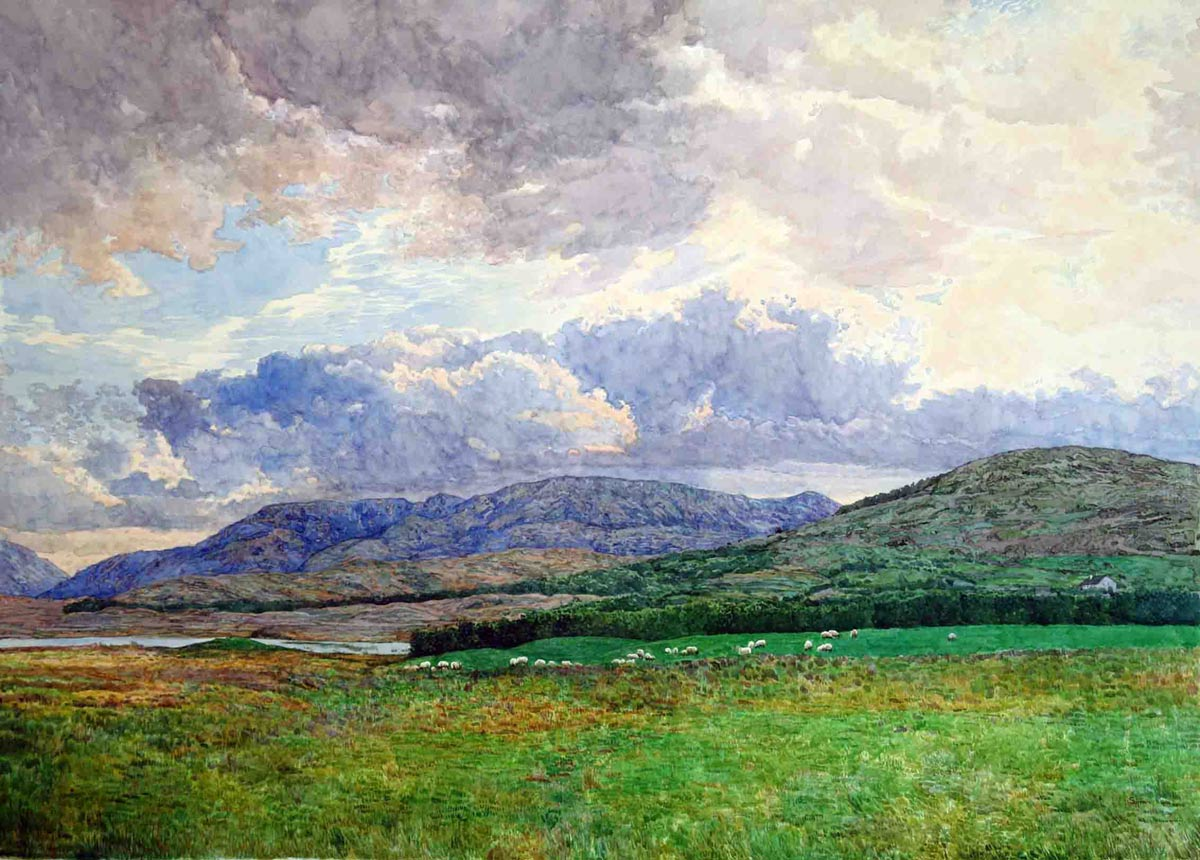
«Гори Коннемара»

У 2001-2007 рр. Кожин звертається до історичного жанру, створивши серію ескізів і картин, присвячених Вітчизняній війні 1812, серед картин цієї серії «Панахида за А. А. Тучковим», «Рубікон. Перехід через річку загону Дениса Давидова. 1812 р.», «Втеча Наполеона від Козаків». Вибір теми та її образне втілення були співзвучні особистим патріотичним і волелюбним прагненням автора. Показані в 2002-2005 роках на виставках художників об'єднання «Прімавера» в Центральному Будинку художника, роботи принесли автору популярність і заявили про нього як про майстра історичної картини.
В цей же час художник захоплюється анімалісткою, так як це йому необхідно для написання історичних картин, до цього часу художник вже спеціалізується на пастельному живописі і акварелі, зображуючи переважно коней і тварин. Серед картин, написаних в цей період переважають коні без опрацювання фонів, художник, володіючи обмеженою палітрою, робить акцент на анатомії і моделюванні форми кольором.
Кожин багато експериментує з технікою живопису, домагаючись ефекту об'ємності, напівпрозорості та багатошаровості зображення. У своїх роботах художник поєднує гладке написання з енергійним мазком і корпусною  кладкою фарби на світлих місцях, досягаючи об'ємності і глибини зображення. У 2006-2015 роках роботи Кожина з успіхом були представлені на виставках і аукціонах російського живопису в Росії, США, Швейцарії, Великій Британії, Ірландії. Цікавий досвід співпраці автора з кінематографом. Ще будучи студентом, художник отримує перший досвід синтезу мистецтв. У 2000 році він малює кадр "Руки в театрі" для дипломної роботи "Сальєрі" свого друга Платона Інфанте-Арана. Для графіки характерний чіткий малюнок, з елементами сюрреалізму, так як жанр фільму «Сюрреалізм історичний». На кадрі зображені величезні кисті рук, що маніпулюють дією режисера в просторі театру. Надалі співпраця з кінематографом продовжилося. Так як фон кілька разів використовувалися картини художника для фільму «Кохання-зітхання 3», а також для телепередачі «Жінки не прощають» (другий епізод 52-го випуску) на телеканалі «Домашній» в приміщенні «Kozhin Fine Art» – постійної експозиції художника. У 2014 році художник працює разом з Валдісом Пельшем і Дмитром Хаустовим, Миколою Велигжаніним і Юрієм Сальниковим над документальною драмою «Люди, які зробили землю круглою», що вийшла на першому каналі російського телебачення 22 -23 лютого 2015. Художник створює серію монохромних ескізів і коміксів.

## Роботи знаходяться в зібраннях музеїв
Калузький музей образотворчих мистецтв, Калуга. 
Музейний фонд Московського академічного художнього ліцею, Москва.
Музей Російської академії живопису, скульптури і зодчества, Москва.
Козельський краєзнавчий музей, Козельськ. 
Центральний державний музей сучасної історії Росії, Москва. 
Московський  державний об'єднаний  художній  історико-архітектурний та природно-ландшафтний музей-заповідник Коломенське-Ізмайлово-Лефортово-Любліно, Москва. 
Малоярославецький військово-історичний музей 1812 року, Малоярославець. 
Музейне об'єднання «Музей Москви», Москва. 
Садиба Муравйових-Апостолів, Москва. 
Сургутський художній музей, Сургут. 
Пензенська картинна галерея ім. Савицького, Пенза. 
Рада Європи, Страсбург. 

## Цитати
Споглядальний настрій, ліричний дар, артистизм у використанні різних прийомів написання, тонке відчуття кольору виділяють цього живописця з числа побратимів по цеху і роблять його твори яскравими і помітними в неоднозначному суперечливому контексті сучасного мистецтва. 

У нього прекрасна постановка колірного ока. Він цікаво мислить композиційно, тому, що мало бачити колір, треба ще відчувати колірну картину так, щоб вона створювала вам пластичний образ, мальовничий, композиційний. Це йому вдається. 

— 

## Фільмографія
1. 2011 — «Творець — не ремісник» — документальний фільм про творчість Насіння Кожина (режисер Владислав Артамонов)

1. 2015 — Люди, які зробили землю круглою — Художник (режисер Христина Козлова)

## Ланки
- Работы Семёна Кожина на сайте Библиотеки изобразительных искусств «Artlib.ru». Artlib.ru. Процитовано 10 жовтня 2008.
- Юлия Малькина (25.08.2010). Семён Кожин в гостях у программы Именины. «Союз». Союз. Архів оригіналу за 6 Березня 2017. Процитовано 26 серпня 2015.
- Выставочный зал «Kozhin Fine Art» на сайте «TripAdvisor». TripAdvisor. Архів оригіналу за 6 Березня 2016. Процитовано 17 листопада 2014.
- Биография и статистика аукционных продаж на сайте «Инвестиции в искусство». «Инвестиции в искусство». Архів оригіналу за 10 Березня 2016. Процитовано 17 листопада 2014.
- Документальный фильм «Творец — не ремесленник». Архів оригіналу за 21 Липня 2020. Процитовано 8 січня 2012.
- Семён Леонидович Кожин. Энциклопедия русских художников. ArtOnline.ru. Архів оригіналу за 9 квітня 2008. Процитовано 21 листопада 2007.